# 野村俊明 (実業家)
野村 俊明（のむら としあき、1950年3月4日 - ）は、日本の経営者。安藤・間社長、会長を務めた。兵庫県出身。

## 経歴・人物
1972年に大阪大学工学部を卒業し、同年に安藤建設に入社した。2006年に常務に就任し、2010年に常務を経て、2011年4月に社長に就任し、2013年4月には安藤・間社長に就任。2018年4月には副会長に就任。